# Eric Leblacher
Eric Leblacher (Meaux, 21 maart 1978) is een Frans voormalig wielrenner.

## Belangrijkste overwinningen
2002
- Brussel-Opwijk

2006
- 3e etappe Ster van Bessèges

## Resultaten in voornaamste wedstrijden
| Jaar | Ronde van Italië | Ronde van Frankrijk | Ronde van Spanje |
| ---- | ---------------- | ------------------- | ---------------- |
| 2001 |                  |                     |                  |
| 2003 |                  |                     |                  |
| 2004 |                  |                     |                  |
| 2005 |                  |                     | opgave           |
| 2006 |                  |                     | 33e              |

| Jaar | Milaan-San Remo |  | WK op de weg |
| ---- | --------------- |  | ------------ |
| 2001 |                 |  |              |
| 2003 | 147e            |  |              |
| 2004 |                 |  | 75e          |
| 2005 |                 |  |              |
| 2006 |                 |  |              |